# 志村劇場
『志村劇場』（しむらげきじょう）は、フジテレビ系列で2012年4月11日から2013年3月27日まで毎週木曜日 1:10 - 1:40（水曜深夜、JST）で放送されたお笑いバラエティ番組。志村けんの冠番組。イザワオフィス制作。

## 概要
当番組の前身『志村けんのだいじょうぶだぁII』・『志村屋です。』・『志村軒』では、志村運送（運送会社）・だんご屋・ラーメン屋を舞台とするコント番組であったが、当番組はショートコントとロケ（けんちゃん勝手気まま旅）との2本立てとなっている。
志村の深夜冠番組でのショートコントは、『志村塾』（2004年4月 - 同年9月）以来、7年半ぶりとなる。前番組『志村軒』でのレギュラーだった森下悠里と桃瀬美咲に代わり、当番組から亜里沙、森田涼花の2人が新たにレギュラーに加わる。谷澤恵里香が『志村屋です。』以来およそ2年ぶりの復帰となった。
2012年10月からロケコーナー「けんちゃん勝手気まま旅」がメインとなり、コントは過去の番組からのアーカイブを使用。
2020年9月よりファミリー劇場にて再放送された。

## コーナー
- けんちゃん勝手気まま旅

レギュラー4名である志村、優香、上島、肥後（2012年10月～）が、主に関東地方の観光地を訪れ、地元の人々と触れ合う紀行コーナー。1箇所につき概ね3週をかけ放送。
- ショートコント（アーカイブ）

2012年10月以降。『志村けんのバカ殿様』『志村けんのだいじょうぶだぁ』の過去のコントを放映。画面右にはロケ先でそれを見ているレギュラー4名の表情が映し出される。

### 過去
- 新作ショートコント

『だいじょうぶだぁ』と同様の、数分間のコントが3～4本続けて放送。基本的に志村はすべてのコントで主役、あるいはトリックスター役となる。「デシ男」など『だいじょうぶだぁ』のキャラクターが登場することもある。「けんちゃん勝手気まま旅」をはさんでエンディング前にも1本コントを放送。2012年9月で新作制作は終了、同年10月以降は上記の構成に変更。

## 出演者
- 志村けん
- 優香
- 肥後克広（ダチョウ倶楽部） - 初期は「気まま旅」には参加せず、コントのみ出演。
- 上島竜兵（ダチョウ倶楽部）

過去の出演者（2012年9月まで）
- ハリセンボン（不定期で放送されている『志村けんのだいじょうぶだぁ』には継続で出演中）
- 亜里沙
- 森田涼花
- 谷澤恵里香 （2012年6月27日まで。以降も不定期でコントに出演。）
- みひろ （2012年7月4日から）
- 小林恵美（不定期でコントに出演。）

但し、上島や肥後と同グループであるダチョウ倶楽部の寺門ジモンは2012年5月現在当番組には一度も出演していないが、過去の『志村けんのだいじょうぶだぁII』、『志村屋です。』、『志村軒』同様名前のみ使われネタにされることがある。
また、森下千里、森下悠里、磯山さやか、山本梓、チェン・チュー、ノッチ（デンジャラス）、安田和博（デンジャラス）の出演したコントもあるが、エンドロールに出演者としての表記はない。

## スタッフ
- ナレーション：川野良子（フジテレビアナウンサー）
- プロデューサー：井澤健
- 構成：朝長浩之（コント）、鈴木しげき（ロケ）
- 音楽：たかしまあきひこ
- カメラ：藤江雅和
- SW：小林光行
- 音声：松本政利
- 映像：原啓教
- 照明：野崎政克
- デザイン：根本研二
- 美術プロデューサー・進行：山根安雄
- 美術進行：平山雄大
- 大道具：三上普
- 装飾：菊地誠
- 持道具：網野高久
- 衣装：横田尊正
- メイク：田中玲名
- かつら：俵木和美
- 電飾：宇塚敏明
- 視覚効果：中山信男
- 編集：轟禎治（ディークラフト）
- MA：大塚大
- 音響：戸辺豊
- ロケ車両：アイベックス
- 美術協力：フジアール
- 技術協力：ニユーテレス、IMAGICA、FLT、コールツプロダクション
- 制作協力：エスカンパニー、エクシーズ、クリア・アップ
- 編成：渋谷謙太郎、情野誠人（フジテレビ）
- 広報：加藤麻衣子（フジテレビ）
- TK：増山郁子
- AP：西和浩
- ロケディレクター：長谷吉洋（エクシーズ）
- 演出：戸上浩、小倉　肇（エクシーズ）
- 企画制作：イザワオフィス

## 放送リスト

### 2012年
| 放送日   | ショートコント | けんちゃん勝手気まま旅                               | ゲスト                                          |
| -------- | --- | ---------------------------------------------------- | ----------------------------------------------- |
| 4月11日  | - 夫婦 - 電車の老人 - 患者のガス - 上司のキープ - マラソン特訓 - ご飯 | 川越（菓子屋横丁）                                   |                                                 |
| 4月18日  | - しつこい老人 - 浣腸ばかりの病院（近藤春菜編） - 即、入院!（箕輪はるか編） - 結婚してちょうだいよ - いいよなおじさん（花見編） - 面会謝絶 - 無精 | 川越（菓子屋横丁）                                   |                                                 |
| 4月25日  | - 彼氏いるんだ、お手本を - おかま変えた - 今夜泊まる？ - 電車の注意おばさん | 川越（蔵造り通り散策）                               |                                                 |
| 5月2日   | - 居酒屋 - 酔っ払い（タクシー停） - 変なおじさん（事件現場編） - エレベーター - 酔っ払いタクシー | 所沢（だんご、スイーツめぐり）                       | 加藤リナ（被害者役）                            |
| 5月9日   | - 新婚の医者と看護婦 - 部活・突然歌唱（近藤春菜、箕輪はるか編） - やっちゃうか？ - 電車内の居眠り - マムシのハルさん（箕輪はるか） | 所沢（手打ちうどん）                                 |                                                 |
| 5月16日  | - 妊婦 - 志村社長とキャバ嬢優香（クイズ編） - 取り調べがしたい! - 飲み薬 | 宇都宮（散策）                                       | U字工事（益子卓郎・福田薫）                     |
| 5月23日  | - 貧乏親子（薬屋編、長靴編） - カツラ3連続（事件現場、占い、犬） - タクシー | 宇都宮（散策、宇都宮の漫談師）                       | U字工事、嶋均三（栃木の綾小路きみまろ）         |
| 5月30日  | - デシ男（エレベーター編） - 志村社長とキャバ嬢優香（タクシー編） - 被害者は全裸ではなくパンティを穿いていた - 運命の赤い糸 - タクシー | 宇都宮（U字工事の漫才、宇都宮焼きそば）              | U字工事、加藤リナ                               |
| 6月6日   | - 酔っ払い（電車編） - ストーカー!? - 部屋のカギ貸して - 犯人を捜せ! | 宇都宮（とちのきファミリーランド、激辛餃子）         | U字工事、加藤リナ                               |
| 6月13日  | - 夫婦の会話（薬代と洋服代） - 変なおまわりさんと変な通行人 - 亭主関白!? - サラリーマンとホームレス | 銚子（サイクリング、せんべい作り）                   |                                                 |
| 6月20日  | - 女装好きの亭主 - 患者いじり - 夫婦喧嘩 - 眠たいタクシー運転手 | 銚子（ヤマサ工場見学）                               |                                                 |
| 6月27日  | - 不良生徒と先生 - 酔っ払いと警察官 - 中華料理屋 - 変なエレベーター | 銚子（絶品金目鯛、パークゴルフ前編）                 |                                                 |
| 7月4日   | - 小便がしたい - 宅配便 - エレベーター - 酔っ払い（タクシー編） - かわいいワンちゃん | 銚子（パークゴルフ後編、絶品貝料理）                 |                                                 |
| 7月11日  | - 校則に従いなさい! - 取り調べ（万引き編） - 食い逃げのおばあちゃん - 頭が痛いんです - 痴漢（エレベーター編） | 麻布十番（食べ歩き）                                 |                                                 |
| 7月18日  | - 父はホームレス - スカートの中覗き - グズグズ言わないの! - 運転手と客（タクシー編） - おなら騒動 | 麻布十番（食べ歩き、万華鏡）                         |                                                 |
| 7月25日  | - 病院の診察(服を脱ぐ) - エレベーターがプライベート空間に - 入院患者の持ち物検査 - デシ男（レストラン編） - 散らかった部屋 | 麻布十番（絶品サムゲタン）                           |                                                 |
| 8月1日   | - 痔の患者とランジェリーを着用した男 - 花火大会(10万円の浴衣と28万円の貸切屋形船が登場) - 貧乏親子(壊れた水飲み場の蛇口) - 交通事故で入院した優香 | 中目黒（卓球対決前編）                               |                                                 |
| 8月8日   | - リストラされたお坊ちゃま - 貧乏な姉弟とシングルマザーの一人二役 - 志村社長とキャバ嬢優香（バー編） - 取り調べ | 中目黒（卓球対決後編）                               |                                                 |
| 8月15日  | - 列車で朝食 - 変なおまわりさん - 急患コント3連発 - 志村社長とキャバ嬢優香（セキュリティー編） - 痴漢（電車編、娘に注意される） | 中目黒（卓球対決完結編）                             |                                                 |
| 8月22日  | - 払わない部長 (前後編形式) - 貧乏親子（花火編） - デシ男（電器店編、このコントではデジタル型テレビでは登場しないはずのスノーノイズが登場する） - 志村社長とキャバ嬢優香（旅行編） - 3メートル進め!（タクシー編）                                                              | 全編コントのため、放送なし                           |                                                 |
| 8月29日  | - デシ男（中華料理店編） - 娘が夜の仕事に… - 犯人を捜せ!（6月6日放送分の再放送） - いいよなおじさん（映画編） - 変なおじさん（部活編） | 六本木（カラオケ）                                   | 加藤リナ                                        |
| 9月5日   | - 不良生徒と刺青教師 - 最高級のバーテンダー - 変態教師と校長 - 一気飲み - 怖いラーメン屋 - 部長と部下 | 六本木（カラオケ）                                   |                                                 |
| 9月12日  | - 浣腸ばかりの病院（4月18日放送分の再放送） - 即、入院!（4月18日放送分の再放送） - 彼氏いるんだ、お手本を（4月25日放送分の再放送） - 新婚の医者と看護婦（5月9日放送分の再放送） - 電車内の居眠り（5月9日放送分の再放送）                                                       | 六本木（カラオケ）                                   |                                                 |
| 9月19日  | - 今夜泊まる?（4月25日放送分の再放送） - 亭主関白!?（6月13日放送分の再放送） - エレベーター（5月2日放送分の再放送） - おかま変えた（4月25日放送分の再放送） | 川越、宇都宮（名珍場面集）                           |                                                 |
| 9月26日  | - 酔っ払いと警察官（6月27日放送分の再放送） - カツラの占い師（5月23日放送分の再放送） - 取り調べがしたい!（5月16日放送分の再放送） - 被害者は全裸ではなくパンティを穿いていた（5月30日放送分の再放送） - 運命の赤い糸（5月30日放送分の再放送） - 妊婦（5月16日放送分の再放送） | 宇都宮、銚子（名珍場面集）                           |                                                 |
| 10月10日 | - 定食屋（柄本明と共演） - 母からの手紙 | 神楽坂（不二家のペコちゃん焼き、善國寺、居酒屋）     |                                                 |
| 10月17日 | - ゴルフレッスン | 神楽坂（漬物、中華まん、ゴルフBAR）                  |                                                 |
| 10月24日 | - 芸者（研ナオコ、井上和香と共演） - 酔っ払い（居酒屋） | 神楽坂（芸者、隠れ家風居酒屋）                       |                                                 |
| 10月31日 | - 貧乏親子 - ご機嫌な客 | 阿佐ヶ谷（たこ焼き、青汁、釣り堀）                   | デンジャラス（ノッチ・安田和博）                |
| 11月7日  | - 桃太郎 | 高円寺（古着屋、若手芸人ネタ披露）                   | デンジャラス、マシンガンズ、アルコ&ピース、麦芽 |
| 11月14日 | - 夫婦の会話 | 高円寺（商店街、手料理）                             |                                                 |
| 11月21日 | - こだわりのそば屋 - わんこソーメン | 阿佐ヶ谷（占い、蕎麦）                               |                                                 |
| 11月28日 | - 陽気な居酒屋 - 変なおじさん - いいよなおじさん - 目覚まし時計 | 赤羽（ものまねショー、ダーツBAR）                    | ノブ&フッキー                                   |
| 12月5日  | - 志村社長とキャバ嬢優香 - 長ーいイス - 私の彼氏 - 汚れてしまった | 十条（商店街、清水坂公園）                           |                                                 |
| 12月12日 | - ひとみばあさん | 十条（商店街、提灯店、マジック用品店）               | からくりどーる                                  |
| 12月19日 | - デシ男 - たくましい男が好き - ぶって | 自由が丘（スイーツめぐり、オート三輪、カエル専門店） |                                                 |

### 2013年
| 放送日  | ショートコント                                  | けんちゃん勝手気まま旅                                     | ゲスト |
| ------- | ----------------------------------------------- | ---------------------------------------------------------- | ------ |
| 1月9日  | - しつこいおじいちゃん                          | 自由が丘（商店街、熊野神社、ペットショップ、抹茶と和菓子） |        |
| 1月16日 | - 志村社長とキャバ嬢優香 - この曲好きなんだもん | 自由が丘（お茶の専門店、猫のペットショップ、トマト鍋）     |        |
| 1月23日 | - 運動部のキャプテン - お助けください           | 浅草（道具街、食品サンプル、料理道具用品）                 |        |
| 1月30日 | - 女性を褒める事 - 電車内のマナー               | 入谷、根岸（入谷鬼子母神、海老屋、豆菓子）                 |        |
| 2月6日  | - 志村社長とキャバ嬢優香（同伴編） - 店内禁煙   | 根岸、浅草（飴作り、どじょう鍋）                           |        |
| 2月13日 |                                                 | 恵比寿（専門店）                                           |        |

## エンディングテーマ
- 2012年4月 「ふたりの絆酒」菊地まどか
- 2012年5月 「Opera」SUPER JUNIOR
- 2012年6月、テーマ曲なし
- 2012年7月 「サヨナラ I Love You feat. jyA-Me」CLIFF EDGE
- 2012年8月 「Believe 〜夢のカケラ〜」CLIFF EDGE
- 2012年9月 「誓い」CLIFF EDGE
- 2012年10月 「恋の天気予報」ウェザーガールズ
- 2012年11月 「ROCK STAR」モデルガールズ
- 2012年12月 「桜の声」moto
- 2013年1月　「Promise You」SUPER JUNIOR-K.R.Y.
- 2013年2月　「新橋二丁目七番地」あさみちゆき
- 2013年3月　「一夫多妻宣言」あべりょう

## ネット局
| 放送対象地域   | 放送局             | 系列           | 放送日時                           | 備考                                |
| -------------- | ------------------ | -------------- | ---------------------------------- | ----------------------------------- |
| 関東広域圏     | フジテレビ         | フジテレビ系列 | 木曜 1時10分 - 1時40分（水曜深夜） | 番組配信局                          |
| 北海道         | 北海道文化放送     | フジテレビ系列 | 火曜 1時15分 - 1時45分（月曜深夜） | 12日遅れ                            |
| 岩手県         | 岩手めんこいテレビ | フジテレビ系列 | 木曜 0時35分 - 1時05分（水曜深夜） | 21日遅れ                            |
| 秋田県         | 秋田テレビ         | フジテレビ系列 | 土曜 1時20分 - 1時50分（金曜深夜） | 44日遅れ                            |
| 山形県         | さくらんぼテレビ   | フジテレビ系列 | 木曜 0時35分 - 1時05分（水曜深夜） | 14日遅れ                            |
| 福島県         | 福島テレビ         | フジテレビ系列 | 火曜 0時40分 - 1時10分（月曜深夜） | 12日遅れ                            |
| 新潟県         | 新潟総合テレビ     | フジテレビ系列 | 土曜 2時10分 - 2時40分（金曜深夜） | 16日遅れ                            |
| 静岡県         | テレビ静岡         | フジテレビ系列 | 火曜 0時35分 - 1時05分（月曜深夜） | 12日遅れ                            |
| 中京広域圏     | 東海テレビ         | フジテレビ系列 | 火曜 0時45分 - 1時21分（月曜深夜） | 19日遅れ                            |
| 島根県・鳥取県 | 山陰中央テレビ     | フジテレビ系列 | 火曜 1時05分 - 1時35分（月曜深夜） | 12日遅れ                            |
| 広島県         | テレビ新広島       | フジテレビ系列 | 木曜 1時00分 - 1時30分（水曜深夜） | 14日遅れ                            |
| 長崎県         | テレビ長崎         | フジテレビ系列 | 木曜 1時35分 - 2時05分（水曜深夜） | 14日遅れ                            |
| 熊本県         | テレビくまもと     | フジテレビ系列 | 月曜 2時05分 - 2時35分（日曜深夜） |                                     |
| 京都府         | KBS京都            | 独立局         | 木曜 23時00分 - 23時30分           | 15日遅れ                            |
| 青森県         | 青森テレビ         | TBS系列        | 月曜 0時50分 - 1時20分（日曜深夜） | 約8カ月半遅れ（2012年12月23日より） |
| 兵庫県         | サンテレビ         | 独立局         | 日曜 0時00分 - 0時30分（土曜深夜） | 約3カ月遅れ（2013年4月6日より）     |

- テレビ西日本では2012年4月21日14時55分 - 15時25分に放送された。